# Палац Корнякта
Пала́ц Корня́кта, також Королівська кам'яниця — пам'ятка ренесансної архітектури, що знаходиться у Львові на площі Ринок, 6. Пам’ятка архітектури національного значення в комплексі (охоронний номер 326/5).
49°50′32″ пн. ш. 24°01′57″ сх. д. / 49.842172° пн. ш. 24.032550° сх. д.

## Історія
Купець-виноторговець, за походженням грек з острова Крит, Костянтин Корнякт отримав шляхетство з рук короля Речі Посполитої Сигізмунда II Августа за свою вірну службу на посаді особистого королівського секретаря. Наступний король Стефан Баторій спеціальним декретом у 1576 р. дозволив Корнякту спорудити на площі Ринок у Львові палац з 6-ма вікнами — привілей, який у місті, де діяло Магдебурзьке право, не можна було купити за жодні гроші, тільки отримати за особливо видатні заслуги перед містом та державою.
Спадкоємці Корнякта 1623 року продали будинок кармелітам босим. 1642 р. будинок купив Якуб Собеський, у 1647 р., після його смерті будинок успадкував його син Ян — так палац Корнякта перейшов до родини польського короля Яна ІІІ Собеського і відтоді (з 1674 р.) його почали називати Королівською кам'яницею. 1686 року тут підписали «Вічний мир» між Росією і Польщею.
З 1723 року кам'яниця належала родині Жевуських (у Собеських її купив польний гетьман Станіслав Матеуш Жевуський). 1804 року збірку картин та бібліотеку разом із будинком за 377000 золотих ринських купив генерал Александер Францішек Ходкевич, який вивіз звідси картини та бібліотеку до свого маєтку у Млинові. 1816 року будинок він продав Понінським. Від Понінських (після смерті в 1906 р. К. Понінського) дім перейшов до родини Любомирських, поєднаних із Понінськими родинними зв'язками.
1908 року будівлю викупило місто і тут вже більше ніж 100 років працює Львівський історичний музей. 12 вересня 1908 р. до 225-ї річниці розгрому Яном III Собеським турків під Віднем у палаці Корнякта відкрився музей, який на честь цієї події дістав назву Національного музею імені короля Яна III. Після радянської реорганізації тут розмістився центральний корпус Львівського історичного музею. Окрасою експозиції палацу Корнякта є так звані «королівські зали», мебльовані в стилі львівських палаців XVIII-XIX століть.
У будівлі після ренесансної перебудови збереглася готична зала — єдина на території України пам'ятка світської готики XV століття. Також тут працює антикварний магазин. Надзвичайною прикрасою палацу Корнякта є Італійське (або Венеційське) подвір'я, напрочуд схоже на типові дворики Флоренції і Риму. Вже у XVIII столітті тут ставили п'єси Шекспіра. У цьому подвір'ї в теплу пору року працює кав'ярня, тут відбуваються традиційні концерти, фестивалі класичної і джазової музики, унікальна акустика створює незабутнє враження. У подвір'ї також можна оглянути пранґер — ганебний стовп, біля якого в середньовіччі виконували покарання злочинців.

## Будівництво та перебудови

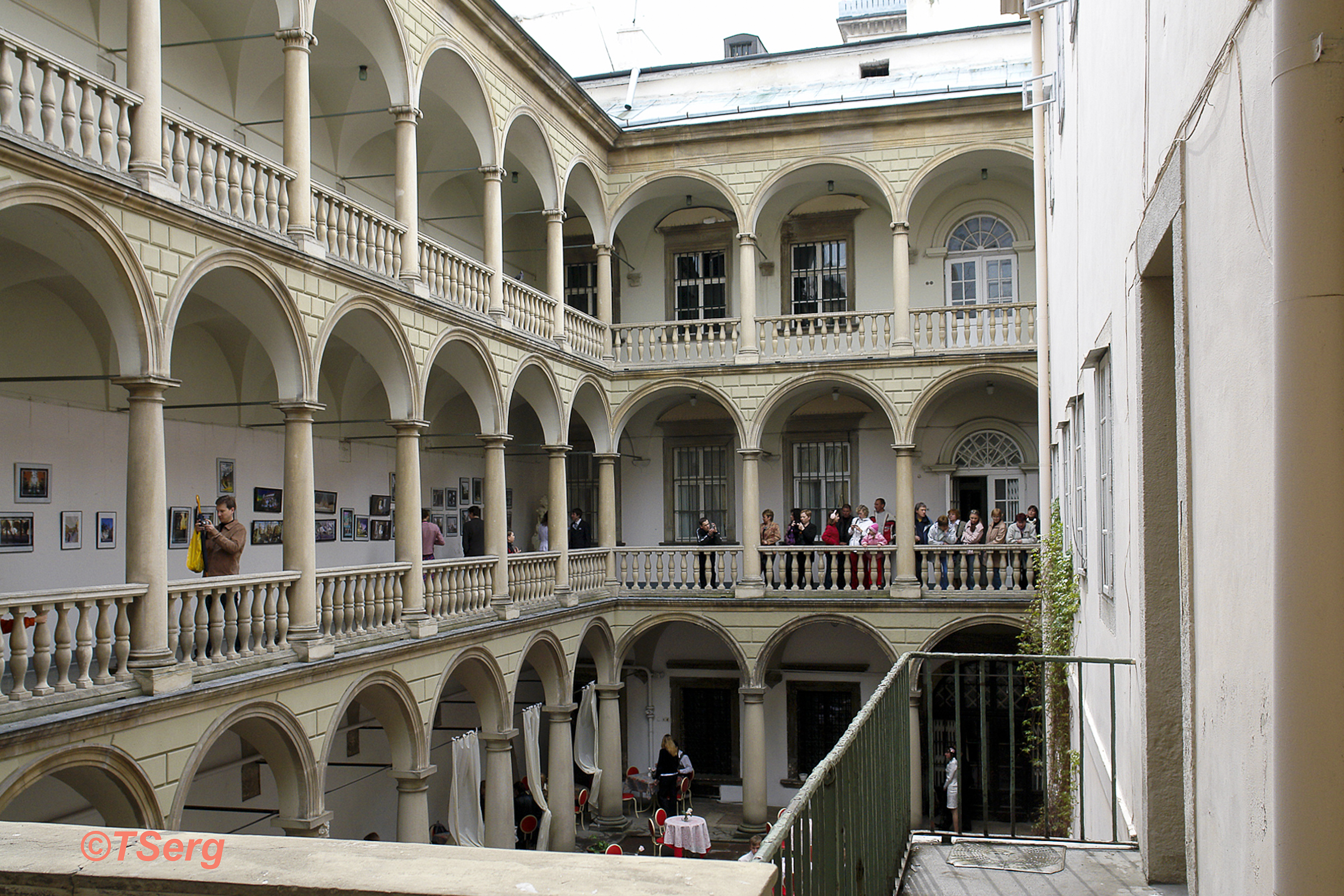
Італійський двір

Будинок споруджений 1580 року на місці двох готичних кам'яниць. Перша — Мельхіоргазівська, відома також як Августиновська. Щодо назви другої є розбіжності. На думку Луції Харевічевої вона звалась Тарловською, у свою чергу Францішек Яворський та Александер Чоловський називають її Шилінговською. Ренесансний портал знадвору містить напис «27 Ap 1580» та «MPEB». Це дата завершення будівництва (18 квітня 1580) і підпис архітектора Петра Барбона (Murator Petrus Barbon). У будівництві можливо брав участь також учень Барбона Павло Римлянин. Щоб розмістити 1634 року короля зі свитою, дім було сполучено пробитим дверним отвором із сусідньою кам'яницею № 7. У другій половині XVII ст. перебудовано у стилі бароко: прибудовано аттик (1678 р., зі статуями короля та 6-ти лицарів). 1793 року проведено перепланування приміщень (за розпорядженням Ю. Жевуського), 1797 р. сходову клітку прикрасили поруччям з кутого заліза. 1820 року збудовано додатковий корпус у дворі (флігель), закладено або засклено частину аркад — аркових ренесансних галерей. Приблизно в той же час на головному фасаді встановлено невластивий для ренесансної архітектури балкон, сам фасад вкрито рустом і можливо тоді ж у двір перенесено ренесансний портал. Оформленням інтер'єрів у 1817–1822 роках займався скульптор і архітектор Фридерик Бауман.
До Першої світової війни відреставровано вікна і двері, замінено вхідну браму. У великій залі другого поверху художник Марцелій Гарасимович відтворив стінний розпис за віднайденими фрагментами. Реставрацію продовжено у 1930-х роках під наглядом архітектора Міхала Лужецького. Тоді ж будинок електрифіковано та підведено водопровід. 1931 року архітектор Вавжинець Дайчак завершив реконструкцію аркових галерей у дворі. 1976 року наново відкрито дверний отвір, що вів з коридору у готичну залу. У 1991–1993 роках інститутом «Укрзахідпроектреставрація» проведено реставраційні роботи (головний архітектор проекту — Ганна Новаківська).

## Назви
Окрім назв «Палац Корнякта» та «Королівська кам'яниця», серед львів'ян також поширена назва «Італійський дворик» через наявність дворику, схожого на аналогічні в Італії.